# جی‌تی‌ای آنلاین
اتومبیل‌دزدی بزرگ آنلاین (به انگلیسی: Grand Theft Auto Online) یک بازی چند نفره اکشن و ماجراجویی آنلاین است که توسط راک‌استار نورث ساخته و توسط راک‌استار گیمز منتشر شده‌است. در تاریخ ۱ اکتبر ۲۰۱۳ برای پلی‌استیشن ۳ و ایکس‌باکس ۳۶۰ و در ۱۸ نوامبر ۲۰۱۴ برای پلی‌استیشن ۴ و اکس‌باکس وان و در ۱۴ آوریل ۲۰۱۵ برای مایکروسافت ویندوز منتشر شد. نسخه‌های پلی‌استیشن ۵ و ایکس‌باکس سری ایکس برای انتشار در اوایل سال ۲۰۲۲ برنامه‌ریزی شده‌اند. این بازی قسمت آنلاین اتومبیل‌دزدی بزرگ ۵ است. اتومبیل‌دزدی بزرگ آنلاین که در ایالت خیالی سن آندریاس واقع شده‌است (مبتنی بر جنوب کالیفرنیا)، به حداکثر ۳۰ بازیکن اجازه می‌دهد تا جهان آزاد را جستجو کنند و در مسابقات بازی‌های مشترک یا رقابتی شرکت کنند.
این طراحی جهان آزاد به بازیکنان اجازه می‌دهد آزادانه در سان آندریاس گشت و گذار کنند که شامل یک حومه باز و یک شهر خیالی لوس سانتوس (بر اساس لس آنجلس) است. بازیکنان یک شخصیت ساخته خودشان را کنترل می‌کنند که به لوس سانتوس می‌رسد و قصد دارد به ارباب نهایی جنایت شهر تبدیل شود. داستان آنلاین یک ماه قبل از وقایع داستان تک نفره تنظیم شده (گرچه به روزرسانی‌های بعدی داستان را به چند سال پس از مبارزات تک نفره تغییر داد)، اتومبیل‌دزدی بزرگ آنلاین شامل ماموریت‌های همکاری است که در آن چندین بازیکن با همکاری یکدیگر، روایت را به پیش می‌برند. این بازی همچنین شامل ماموریت‌ها و رویدادهای جانبی بی شماری، ماموریت‌های پیچیده چند مرحله ای دزدی به نام "Heists" و توانایی ساخت امپراتوری جنایتکار با خرید مشاغل مختلف است.
اتومبیل‌دزدی بزرگ آنلاین که همزمان با حالت تک نفره ساخته شده‌است، به عنوان یک تجربه جداگانه تصور می‌شد که باید در یک جهان در حال پیشرفت مداوم بازی شود. در هنگام انتشار، این بازی دچار مشکلات فنی گسترده‌ای شد که منجر به ناتوانی در انجام مأموریت‌ها و از دست دادن داده‌های شخصیت شد. در ابتدا منتقدان از این قسمت تعریف نکردند و از ماموریت‌های کم و تکراری آن انتقاد کردند. در پایان سال انتشار، نشریه‌های مختلف از این بازی تمجیدهای متفاوتی کردند و برخی آن را «امیدی بزرگ» نامیدند و برخی دیگر «بهترین بخش چند نفره» توصیف کردند. این بازی به‌روزرسانی‌های مکرر رایگان دریافت می‌کند که حالت‌ها و محتوای بازی را بیشتر گسترش می‌دهد. برخی از آپدیت‌ها از جمله Heists در سال ۲۰۱۵ مورد استقبال منتقدان قرار گرفت.

## انتشار
Grand Theft Auto Online، در ۱ اکتبر ۲۰۱۳، دو هفته پس از انتشار Grand Theft Auto V راه اندازی شد. بسیاری از بازیکنان گزارش کردند که در اتصال به سرورهای بازی و وب سرویس Social Club با مشکل روبرو هستند و برخی دیگر گزارش دادند که هنگام بارگیری ماموریت‌های اولیه، بازی منجمد (فریز) می‌شود. راکستار در ۵ اکتبر در تلاش برای حل مشکلات، یک وصله فنی منتشر کرد. سیستم تراکنش خرد که به بازیکنان امکان خرید محتوای بازی را با استفاده از پول واقعی می‌دهد، نیز به عنوان یک خطای ایمن به حالت تعلیق درآمد. هفته دوم پس از راه اندازی مشکلات همچنان ادامه داشت و برخی از بازیکنان پیشرفت شخصیت بازیکن خود را از بین بردند. وصله فنی دیگری نیز در ۱۰ اکتبر برای مقابله با این مشکلات منتشر شد و به بازیکنانی که با مشکل روبرو بودند، گفته شد که آواتارهای چند نفره خود را دوباره خلق نکنند. راکستار به عنوان جبران هزینه‌های فنی، مبلغ ۵۰۰٬۰۰۰ دلار GTA (حساب درون بازی) به حساب همه بازیکنان متصل به آنلاین ارائه داد.
راکستار در سپتامبر ۲۰۱۵ اعلام کرد که نسخه‌های PlayStation 3 و Xbox 360 از حالت آنلاین، به دلیل محدودیت در ظرفیت کنسول، دیگر هیچ محتوای اضافی دیگری دریافت نخواهند کرد. نسخه مستقل Grand Theft Auto Online در اواخر سال ۲۰۲۱ برای پلی‌استیشن ۵ و ایکس‌باکس سری ایکس منتشر خواهد شد و در سه ماه اول در اوایل رایگان خواهد بود.

## محتواهای اضافه شده
محتوای پس از انتشار به‌طور مداوم از طریق به روزرسانی عنوان رایگان به Grand Theft Auto Online اضافه می‌شود.

### 2013
در ۱۹ نوامبر ۲۰۱۳ به روزرسانی Beach Bum منتشر شد که مشاغلی با موضوع ساحل و محتوای سفارشی سازی بیشتری را برای بازیکنان اضافه کرد. به روزرسانی Deathmatch & Race Creators در ۱۱ دسامبر منتشر شد و به بازیکنان اجازه می‌داد مسابقات خود را بسازند. Capture Update در ۱۷ دسامبر منتشر شد و یک حالت جدید تسخیر پرچم مبتنی بر تیم به نام Capture اضافه کرد. در ۲۴ دسامبر، به روزرسانی هدیه تعطیلات موارد مربوط به کریسمس، تخفیف برای وسایل نقلیه داخل بازی، سلاح‌ها، آپارتمان‌ها و سایر موارد و بارش برف را به دنیای بازی اضافه کرد. تمام ویژگی‌های این به روزرسانی در ۵ ژانویه ۲۰۱۴ حذف شد.

### 2014
همزمان با روز ولنتاین در سال ۲۰۱۴، به روزرسانی Special Valentac's Day Massacre در ۱۳ فوریه منتشر شد و محتوای با مضمون بانی و کلاید را برای مدت زمان محدودی تا پایان فوریه به بازی اضافه کرد. Business Update که در ۴ مارس منتشر شد، موارد مختلفی را با مضامین تجاری به بازی اضافه کرد. در ۱۱ آوریل، به روزرسانی Capture Creator منتشر شد که به بازیکنان توانایی ایجاد مشاغل با استفاده از ابزار Content Creator را می‌دهد. High Life Update که در ۱۳ مه منتشر شد، چندین مأموریت تلفنی جدید، وسایل نقلیه جدید، لباس و اسلحه را به آن اضافه کرد. همچنین آپارتمان‌های جدید، توانایی مالکیت همزمان دو دارایی و آمار گیم پلی که رفتار بازیکنان را در بازی کنترل می‌کند، اضافه کرد. به روزرسانی I'm Not Hipster در ۱۷ ژوئن منتشر شد و موارد سفارشی سازی با موضوع hipster و وسایل نقلیه و اسلحه‌هایی با مضمون یکپارچه را به آن اضافه کرد.
به روزرسانی ویژه روز استقلال در ۱ ژوئیه به مناسبت روز استقلال ایالات متحده آمریکا منتشر شد و وسایل نقلیه، اسلحه و موارد سفارشی سازی با موضوع میهن دوستانه را برای مدت محدودی اضافه کرد. این پچ ویژگی‌های جدیدی به Grand Theft Auto Online و ویژگی "On Call Matchmaking" اضافه کرد که به بازیکن اجازه می‌دهد دعوت شغلی را بپذیرد و تا زمان پر شدن لابی بازی را ادامه دهد. به روزرسانی مدرسه پرواز سان آندریاس، که در ۱۹ اوت منتشر شد، ویژگی‌ها و وسایل نقلیه جدیدی را به مدرسه پرواز در بازی اضافه کرد. به روزرسانی Last Team Standing در ۲ اکتبر منتشر شد و ۱۰ شغل جدید، موتور سیکلت، اسلحه و پشتیبانی سازنده برای حالت بازی Last Team Standing اضافه کرد. در ۱۸ دسامبر، به روزرسانی Festive Surprise منتشر شد و دو سلاح جدید، چهار وسیله نقلیه با موضوع تعطیلات و لباس به آن اضافه کرد که پس از ۵ ژانویه ۲۰۱۵ از دسترس خارج شدند. این به روزرسانی همچنین توانایی خرید ملک سوم را اضافه کرده و بازگشت بارش برف را به دنیای بازی شاهد بود.

### 2015
به روزرسانی Heists یکی از ویژگی‌های مورد انتظار Grand Theft Auto Online بود و مجموعه جدیدی از ماموریت‌های پیچیده چند مرحله ای را که به چهار بازیکن نیاز دارد، اضافه کرد. پس از تأخیرهای متعدد، به روزرسانی در ۱۰ مارس ۲۰۱۵ منتشر شد و به دلیل افزایش بار کاربر، برخی مشکلات فنی اولیه را متحمل شد. Ill-Gotten Gains Part 1، که در ۱۰ ژوئن منتشر شد، وسایل نقلیه جدید، وسایل لباس و عکس برگردان سلاح را اضافه کرد. برخی از ویژگی‌های گیم پلی نیز تحت تأثیر قرار گرفته‌است، مانند طراحی مجدد وب سایت‌های اتومبیل درون بازی، اضافه شدن دوربین هود وسیله نقلیه اول شخص در نسخه‌های پلی استیشن ۴ و ایکس باکس وان و همچنین امکان چرخش از طریق اهداف هنگام استفاده از قفل موشک‌ها، از جمله تغییرات جزئی دیگر. Ill-Gotten Gains Part 2، که در ۸ ژوئیه منتشر شد، وسایل نقلیه و اسلحه اضافه کرد. همچنین ایستگاه رادیویی The Lab را که قبلاً منحصر به نسخه ویندوز بازی بود، به تمام نسخه‌های دیگر اضافه کرد. این نیز به نقل از محدودیت‌های سخت‌افزاری، آخرین به روزرسانی برای Xbox 360 و PlayStation 3 بود. به روزرسانی Freemode Events از ۱۵ سپتامبر آغاز شد و حالت‌ها و فعالیت‌های جدیدی را به آن اضافه کرد. همچنین نسخه Rockstar Editor و Director Mode را که قبلاً مختص نسخه ویندوز بازی بود، به نسخه‌های Xbox One و PlayStation 4 اضافه کرد.
Lowriders، که در ۱۰ اکتبر منتشر شد، مجموعه جدیدی از ماموریت‌های داستانی ارائه شده توسط لامار، وسایل نقلیه جدید و ارتقا وسایل نقلیه، سلاح‌ها (از جمله ماشیت و اسلحه تپانچه)، اقلام لباس و فروشگاه وسایل نقلیه بنیان موتور اصلی این شرکت را اضافه کرد. این به روزرسانی به بازیکنان امکان بدست آوردن و شخصی‌سازی Lowriders را می‌دهد، از جمله مواردی مانند بروزرسانی‌های داخلی، هیدرولیک و عکس برگردان. هالووین سورپرایز، که در ۲۹ اکتبر منتشر شد، شامل دو وسیله نقلیه جدید با موضوع هالووین، چراغ قوه و ماسک و زیور آلات اضافی، به همراه حالت‌های دشمن با مضمون اسلشر بود. محتوای اضافی ارائه شده در این به روز رسانی فقط به‌طور موقت بود و در ۱۶ نوامبر حذف شد. بروزرسانی Executives and Other Criminals در ۱۵ دسامبر منتشر شد و آپارتمان‌های جدید قابل تنظیم، وسایل نقلیه جدید و حالت بازی جدید تحت عنوان Extraction را اضافه کرد. به روزرسانی Festive Surprise در ۲۱ دسامبر بازگشت. علاوه بر موارد موجود در به روزرسانی سال قبل، لباس، ماسک و ماشین جدیدی با مضمون جشن اضافه کرد. این همچنین شامل یک حالت جدید Adversary بود که در ۲۳ دسامبر منتشر شد.

### 2016
به روزرسانی که در ۲۸ ژانویه ۲۰۱۶ منتشر شد، حالت جدید Adversary به نام Drop Zone و دو اتومبیل ورزشی جدید را اضافه کرد. به روزرسانی Be My Valentine از ۱۰ فوریه آغاز شد و علاوه بر محتوای ارائه شده در به روزرسانی قبلی با موضوع روز ولنتاین، لباس‌های جدید، اتومبیل‌ها و حالت دشمن با مضمون زن و شوهر را به آن اضافه کرد. به روزرسانی Lowriders: Custom Classics، که در ۱۵ مارس منتشر شد، سه اتومبیل را برای سفارشی سازی همراه با سلاح‌های جدید، لباس و یک حالت دشمن به نام Sumo اضافه کرد. More Adventures in Finance and Felony در ۷ ژوئن منتشر شد و به بازیکنان امکان خرید دفاتر اجرایی، استخدام همکاران جنایی و مدیرعاملی یک سازمان جنایی را داد. این برنامه همچنین ماموریت‌های جدید، چالش‌ها و انبارهای کالاهای قابل خریداری را در اختیار همه بازیکنانی که عضوی از یک سازمان جنایتکار هستند، فراهم کرد. این به روزرسانی همچنین شامل وسایل نقلیه جدید اسلحه ای، اقلام لباس، ضمائم اسلحه و حالت جدید Adversary به نام Trading Places بود. به روزرسانی Cunning Stunts، که در ۱۲ ژوئیه منتشر شد، ۱۳ وسیله نقلیه جدید و ۱۶ مسابقه بدلکاری اضافه کرد.
به روزرسانی Bikers، که در ۴ اکتبر منتشر شد، کلوپ‌های موتور سیکلت را که بازیکنان می‌توانند آنها را تشکیل دهند یا به آن بپیوندند، و کلوپ‌هایی را که می‌توان در چندین مکان جدید در سراسر سن آندراس خریداری کرد، معرفی کرد. این به روزرسانی همچنین مشاغل کلوپ جدید، و دوچرخه‌های جدید، سلاح‌ها، خال کوبی‌ها، لباس‌ها، مشاغل و حالت جدید Aversary اضافه کرد. این بروز رسانی در ۸ نوامبر منتشر شد، Deadline حالت بازی جدید Adversary را اضافه کرد. تاریخ ۱۳ دسامبر هر دو نسخه به روزرسانی Import / Export و Festive Surprise 2016 منتشر شد. مورد اول به عنوان توسعه بروزرسانی امور مالی و جنایی عمل می‌کند در حالی که مورد دوم محتوای بیشتری با مضمون کریسمس به بازی اضافه می‌کند.

### 2017
The Cunning Stunts: Special Vehicle Circuit، که در ۱۴ مارس ۲۰۱۷ منتشر شد، مسابقات شیرین‌کاری مخصوص خودرو و ۲۰ مسابقه اضافی را معرفی کرد. به روزرسانی Gunrunning در ۱۳ ژوئن منتشر شد و پناهگاه قابل خریداری را به بازار عرضه کرد که بازیکنان می‌توانند آن را به امکانات، تحقیقات ذخیره‌سازی و تولید غیرقانونی تسلیحات تبدیل کنند. این خودرو همچنین وسایل نقلیه جدیدی مانند نفربر زره‌پوش و ماشین‌های آفرود مسلح و مرکز عملیات موبایل (MOC) را معرفی کرد که به بازیکنان این امکان را می‌دهد تا زرادخانه سلاح‌های خود را شخصی‌سازی کنند و مأموریت‌هایی را که باعث تخفیف بازیکن برای سایر وسایل نقلیه موجود در این بازی می‌شود، باز کنند. به روزرسانی Smuggler's Run که در تاریخ ۲۹ اوت منتشر شد، به بازیکنان این امکان را می‌داد که در کنار رون جاکوفسکی کار قاچاق خود را شروع کنند. این کار با خرید یکی از چندین آشیانه بزرگ هواپیمای بزرگ انجام می‌شود که می‌تواند برای ذخیره هواپیماهای بازیکن استفاده شود. به روزرسانی همچنین یک کار جدید Adversary Mode اضافه کرد.
به روزرسانی Doomsday Heist، که در ۱۲ دسامبر منتشر شد، شاهد بازگشت دزدیها بود. در حالی که به روزرسانی فقط یک دزدی دارد اما طولانی‌تر و پیچیده‌تر از همه موارد قبلی است. برخلاف دزدی‌های قبلی، این گروه توسط یک گروه ۲–۴ نفره قابل بازی است و برای بازکردن قفل آن نیاز به خرید یک مرکز سابق نظامی سابق است. این به روزرسانی همچنین مقدار زیادی از وسایل نقلیه درجه نظامی و املاک جدید را به آن اضافه کرد. این امکان به بازیکنان این امکان را می‌دهد تا وسایل نقلیه خود را ذخیره کرده و به Orbital Cannon، سلاح کنترل از راه دور با قدرت بالا دسترسی پیدا کنند. در اواخر همان ماه، به روزرسانی جشن شگفتی با موارد جدید با مضمون تعطیلات در دسترس برای خرید بازگشت.

### 2018
سری Super Sport Southern San Andreas که در ۲۰ مارس ۲۰۱۸ منتشر شد، مسابقات، وسایل نقلیه و حالت‌های بازی جدید را معرفی کرد. به روزرسانی After Hours در ۲۴ ژوئیه منتشر شد و تجارت جدیدی را در زمینه زندگی شبانه اضافه کرد. بازیکن می‌تواند یک کلوپ شبانه را در یکی از چندین مکان در لوس سانتوس خریداری کند و با «گی» تونی پرنس، که از اتومبیل‌دزدی بزرگ ۴: حکایت گی تونی بازگشته، کار کند تا آن را به یک تجارت سودآور تبدیل کند. علاوه بر این، از انبار کلوپ شبانه می‌توان برای نگهداری وسایل نقلیه یا کالاهای غیرقانونی بازیکن استفاده کرد که سپس به خریداران در سراسر سان آندریاس فروخته می‌شود. این به روزرسانی همچنین شامل ماموریت‌های ارتباطی جدید، وسایل نقلیه و دی جی‌های زندگی واقعی سالومون، Tale Of Us، Dixon و The Black Madonna است که می‌توان آنها را برای کار در کلوپ شبانه بازیکن استخدام کرد. به روزرسانی Arena War، که در ۱۱ دسامبر منتشر شد، وسایل نقلیه جدید نبرد و توانایی خرید یک گاراژ در Maze Bank Arena را معرفی کرد، جایی که بازیکنان می‌توانند وسایل نقلیه قبلاً متعلق به خود را ذخیره و سفارشی کنند تا برای مسابقات مرگ جدید که بیشتر اضافه شده‌اند، مناسب تر باشد.

### 2019
به روزرسانی Diamond Casino & Resort، که در ۲۳ ژوئیه ۲۰۱۹ منتشر شد، کازینوی معروف را معرفی کرد، جایی که بازیکنان می‌توانند در بازی‌های کوچک قمار شرکت کنند و یک پنت هاوس خریداری کنند که می‌توانند به دلخواه خود سفارشی کنند. این خودرو همچنین وسایل نقلیه جدید، اقلام لباس، مأموریت‌های همکاری و سایر فعالیت‌های مربوط به کازینو را معرفی کرد. فعالیت‌های قمار در بازی به دلیل قوانین و مقررات مختلف در مناطق خاصی از جمله چند ایالت آمریکا در دسترس نیست. The Diamond Casino Heist، که در ۱۲ دسامبر ۲۰۱۹ منتشر شد، یک دزدی جدید اضافه کرد، که دارای سه روش مختلف و یک طراحی مأموریت تعاملی است. این به روزرسانی همچنین ۲۰ وسیله نقلیه جدید، دو سلاح، چندین مورد لباس، مینی بازی‌هایی را که می‌توان در بازی‌ها بازی کرد و یک ایستگاه رادیویی درون بازی را با سرپرستی دنی رنو، خواننده رپ دیترویت و Skepta رپ انگلیسی معرفی کرد.

### 2020
Gerald's Last Play یک مجموعه شش مأموریتی است که توسط Gerald ارائه شده‌است و به عنوان بخشی از به روزرسانی The Diamond Casino Heist در ۲۳ آوریل ۲۰۲۰ اضافه شده‌است. به روز رسانی Los Santos Summer Special ویژه تابستانی لوس سانتوس که در 11 اوت منتشر شد و مأموریت‌های جدید همکاری، وسایل نقلیه، حالت‌های دشمن و پیست‌های مسابقه را اضافه کرد. یک به روزرسانی که برای اواخر سال ۲۰۲۰ برنامه‌ریزی شده، یک دزدی در یک مکان کاملاً جدید را شامل می‌شود ماموریت‌های جدید با موضوع قایق، وسایل نقلیه، حالت‌های دشمن، مسیرهای مسابقه و Open Wheel Race Creator را اضافه کرد که به بازیکنان اجازه می‌دهد مسیرهای سفارشی خود را ایجاد کنند. این به روز رسانی همچنین دارای چندین بهبود کیفیت زندگی است، مانند اضافه کردن امکان مالکیت تا هشت ملک.
اولین بار در ماه ژوئیه به عنوان "یک برداشت جدید از دزدی ها در یک مکان کاملا جدید"، دزدی Cayo Perico رسما در نوامبر اعلام شد، زمانی که مشخص شد که جزیره جدیدی را به نقشه بازی اضافه می کند. آن را به بزرگترین به‌روزرسانی محتوای آنلاین Grand Theft Auto تبدیل کرده است. سرقت ارائه شده در به روز رسانی، که شامل سرقت از کارتل مواد مخدر است که جزیره را کنترل می کند، به عنوان "تکامل بعدی در گیم پلی Heists" توصیف شده است، زیرا رویکردهای بیشتری نسبت به تمام سرقت های قبلی ارائه می دهد، از جمله امکان تکمیل انفرادی از شروع تا پایان، و بسته به اقدامات بازیکن می تواند به روش های مختلف بازی کند. همچنین گفته شد که این به روز رسانی چندین وسیله نقلیه جدید، از جمله یک زیردریایی نظامی، که برای سرقت، سلاح و موسیقی لازم است، اضافه می کند. در ماه دسامبر، مشخص شد که The Cayo Perico Heist همچنین یک کلوپ شبانه جدید به نام Music Locker در زیر کازینو و استراحتگاه Diamond اضافه خواهد کرد که شامل موزیسین‌های واقعی Moodymann، Keinemusik و Palms Trax می‌شود. سه ایستگاه رادیویی (دوتای آنها توسط جوی اوربیسون و جولیان کازابلانکا میزبانی می شوند). و آهنگ های جدید در برخی از ایستگاه های موجود در حال حاضر. این به روز رسانی در 15 دسامبر منتشر شد که تا حد زیادی مورد استقبال قرار گرفت.

### 2021
در 27 مه 2021، هشت مسابقه بدلکاری به بازی اضافه شد، به دنبال آن هفت عرصه جدید برای حالت «Deadline» در 24 ژوئن، و هفت نقشه برای «Survival» در 8 ژوئیه . Los Santos Tuners که در 20 ژوئیه منتشر شد، یک مکان اجتماعی جدید به نام "LS Car Meet" اضافه کرد که شامل امکانات متعددی مانند یک فروشگاه مد، یک فروشگاه تجاری با اقلام انحصاری لباس و یک مسیر آزمایشی است که بازیکنان می توانند در آن امتحان کنند. وسایل نقلیه جدید به صورت رایگان این دیدار همچنین دارای یک سیستم شهرت و "چالش‌های سواری جایزه" است - مجموعه‌ای از چالش‌های مربوط به مسابقه که هر هفته تغییر می‌کنند و به بازیکنان خودروهای جدید اهدا می‌کنند. این به‌روزرسانی همچنین مسابقات خیابانی جدید، 17 وسیله نقلیه تیونر بسیار قابل تنظیم، و نوع جدیدی از دارایی‌ها-فروشگاه‌های خودرو- را اضافه کرد که به بازیکنان اجازه می‌دهد قراردادهای سرقت را تکمیل کنند، وسایل نقلیه برای صادرات را سرقت کنند، یا یک تجارت قانونی تعمیر و سفارشی‌سازی خودرو را اداره کنند.
اولین بار در 8 دسامبر اعلام شد و در 15 دسامبر منتشر شد، The Contract یک توسعه متمرکز بر داستان است که یک تجارت جدید را اضافه می کند، "F. Clinton and Partner"، یک آژانس راه حل های افراد مشهور که با کمک فرانکلین کلینتون، یکی از شرکت ها، اداره می شود. قهرمانان بازی تک نفره اولین مشتری رده بالای آژانس، دکتر Dre است که تلفن او حاوی موسیقی منتشر نشده دزدیده شده است و باید قبل از فاش شدن آهنگ ها آن را بازیابی کند. ماموریت های اضافه شده با The Contract مشابه ساختار Heists گذشته هستند، به این ترتیب که بازیکنان باید قبل از اینکه بتوانند به بازیابی موسیقی دزدیده شده ادامه دهند، چندین کار تحقیقاتی پیش نیاز را انجام دهند. جدای از مأموریت های مرتبط با Dr. Dre، این به روز رسانی مشاغل کوچکتری مانند قراردادها را نیز فراهم می کند که درآمد غیرفعال تولید شده توسط آژانس را در طول زمان افزایش می دهد. ترور تلفن همراه؛ و یک خط داستانی سه ماموریتی که حول کسب و کار جدید لامار با حشیش می چرخد، جایی که بازیکنان می توانند لامار یا فرانکلین را کنترل کنند. این قرارداد همچنین 17 وسیله نقلیه جدید (برخی از آنها را می توان به ارتقاهای انحصاری مانند زره و کنترل از راه دور در آژانس مجهز کرد)، سه سلاح (تفنگ سنگین، تفنگ شوکر و یک پرتابگر فشرده EMP)، اقلام مختلف لباس اضافه می کند. یک ایستگاه رادیویی جدید توسط نوازندگان Rosalía و Arca، و به‌روزرسانی دو ایستگاه از قبل موجود، از جمله موسیقی جدید ایجاد شده توسط دکتر Dre و هنرمندان دیگر، مانند Anderson. Paak و Snoop Dogg، برای بازی، به صورت تک آهنگ در ۴ فوریه ۲۰۲۲ منتشر شد.

### 2022
در 13 ژانویه 2022، یک حالت دشمن جدید با حضور فرانکلین و لامار به بازی اضافه شد. هیچ اطلاعیه عمومی از Rockstar در مورد این حالت وجود نداشت، که Zack Zwiezen از Kotaku تا حدی آن را به کمپین در حال انجام #SaveRedDeadOnline نسبت داد، که در آن بازیکنان زیادی از Rockstar به دلیل کمبود محتوای جدید در Red Dead Online در مقایسه با Grand Theft Auto Online انتقاد کردند. The Criminal Enterprises که در 26 ژوئیه منتشر شد، ماموریت های جدیدی را اضافه کرد که در آن بازیکنان نقش عوامل IAA را برای بررسی افزایش اخیر قیمت بنزین در سن آندریاس و همچنین گسترش به چندین تجارت قبلی منتشر کردند - انبارهای بار، باشگاه های دوچرخه سواری، پناهگاه ها و کلوپ های شبانه این به‌روزرسانی همچنین تعدادی خودروی جدید، گزینه‌های سفارشی‌سازی و بهبود کیفیت زندگی را که مدت‌ها درخواست می‌شد، مانند افزایش پرداخت و هزینه راه‌اندازی پایین‌تر برای Heists قدیمی، منوی تعامل مجدد، و توانایی فروش محصولات از همه معرفی کرد. کسب و کار در جلسات غیر عمومی. چندین ویژگی دیگر، مانند نمایشگاه اتومبیل که به بازیکنان اجازه می‌دهد تا قبل از خرید وسایل نقلیه درایو آزمایش کنند، در هفته‌های پس از انتشار به‌روزرسانی معرفی شدند.
Los Santos Drug Wars که در 13 دسامبر منتشر شد، ماموریت‌های داستانی، وسایل نقلیه و لباس‌های جدیدی را معرفی کرد، همچنین یک مکان اجتماعی جدید، "The Freakshop"، یک انبار متروکه که در آن جاگوگالوها رفت و آمد می‌کنند و به عنوان انباری برای یک آزمایشگاه سیار مواد مخدر عمل می‌کند. ، همچنین با به روز رسانی اضافه شده است. این آزمایشگاه مانند سایر مشاغل غیرفعال در بازی عمل می کند و می توان آن را برای افزایش بهره وری با انجام یک نوع جدید از ماموریت های جانبی، "Fooligan Jobs" ارتقا داد. این به روز رسانی همچنین دارای چندین بهبود کیفیت زندگی بود، مانند افزایش پرداخت برای تجارت قاچاق و توانایی مخفی کردن مخاطبین تلفن. در 22 دسامبر، سلاح‌ها و لباس‌های جدید با تم کریسمس برای مدت محدودی به همراه کلکسیون‌های آدم برفی و دو رویداد تصادفی (یکی با الهام از فیلم Die Hard محصول 1988 و دیگری توسط شخصیت گرینچ دکتر سس) اضافه شد. احتمال تحریک در جهان باز.

### 2023
در 16 فوریه 2023، یک گاراژ جدید چند طبقه وسایل نقلیه، رویدادهای تصادفی سرقت از مغازه، انبارهای کلکسیونی مواد مخدر، و فروشندگان خیابانی (که عملکردی مشابه مینی بازی فروش مواد مخدر از Grand Theft Auto: Chinatown Wars دارند) به عنوان ادامه بازی Los اضافه شد. به روز رسانی جنگ مواد مخدر سانتوس. در 16 مارس، قسمت دوم به‌روزرسانی جنگ‌های مواد مخدر لوس سانتوس، با عنوان آخرین دوز، منتشر شد که شامل ماموریت‌های داستانی جدید، وسایل نقلیه و اقلام لباس می‌شود. San Andreas Mercenaries، که در 13 ژوئن منتشر شد، مأموریت های جدید، کار مزدور به نام "عملیات LSA"، گسترش تجارت آشیانه، و چندین وسیله نقلیه جدید، اقلام لباس، و یک سلاح جدید (SMG تاکتیکی) را اضافه کرد. این به روز رسانی همچنین دارای تعدادی بهبود کیفیت زندگی و تغییرات دیگر بود، از جمله امکان درخواست بیمه برای همه وسایل نقلیه متعلق به بازیکنان نابود شده به‌طور همزمان، حذف وسایل نقلیه کمتر استفاده شده از وب سایت های درون بازی، و موارد جدید. ویژگی های ابزار ایجاد محتوای درون بازی. یک سرویس خودروی ممتاز جدید به نام The Vinewood Car Club نیز منحصراً برای بازیکنان مشترک GTA+ در دسترس قرار گرفت.
به‌روزرسانی The Chop Shop که در 12 دسامبر منتشر شد، یک کسب‌وکار جدید به نام Salvage Yard را معرفی کرد که به عنوان جلویی برای انجام سرقت‌های سنگین وسایل نقلیه با تبانی با یوسف امیر (امید جلیلی)، در بازگشت از Grand Theft Auto: The Ballad of استفاده می‌شود. گی تونی. همچنین وسایل نقلیه جدیدی را اضافه کرد، از جمله وسایل نقلیه اجرای قانون قابل خرید، مسابقات مسابقه و یک سلاح جدید (تفنگ نبرد). علاوه بر این، حیوانات به نسخه‌های پلی‌استیشن 5 و ایکس‌باکس سری X/S بازی اضافه شدند، پس از اینکه قبلاً انحصاری بازی Grand Theft Auto V بود، در حالی که The Vinewood Garage، یک گاراژ جدید با 100 جای پارک در دسترس، به‌طور انحصاری برای بازیکنانی که مشترک بودند معرفی شد. به GTA+

### 2024
در 7 مارس 2024، The Cluckin' Bell Farm Raid، مجموعه‌ای از ماموریت‌های Heist مانند، به عنوان ادامه به‌روزرسانی The Chop Shop، در کنار چندین وسیله نقلیه و لباس جدید اضافه شد. در 25 ژوئن، به‌روزرسانی Bottom Dollar Bounties منتشر شد، که یک آژانس اجرای وثیقه جدید را معرفی می‌کند که بازیکنان را به عنوان شکارچی جایزه عمل می‌کند و مجرمان فراری را در ازای پاداش‌های پولی دستگیر می‌کند. این به‌روزرسانی همچنین «Dispatch Work» را اضافه کرد، نوع جدیدی از مأموریت‌های جانبی شبیه به مأموریت‌های هوشیار بازی‌های قبلی Grand Theft Auto، و چندین وسیله نقلیه جدید و آیتم‌های لباس. در 25 جولای، کلکسیون های گرافیتی و یک ماموریت جانبی تحویل پیتزا به بازی اضافه شد. در 10 اکتبر، یک حالت بقای جدید مجموعه لودندورف، یانکتون شمالی، که بازیکنان را مجبور به مبارزه با امواج زامبی ها می کند، به بازی اضافه شد. در 31 اکتبر، برای به روز رسانی هالووین آن سال، دنیای بازی به طور موقت تغییر یافت تا شامل بشقاب پرنده هایی شود که در آسمان لوس سانتوس پرواز می کردند، که فرصتی برای ربودن بازیکنان و انتقال آنها به پایگاه نظامی فورت زانکودو، جایی که آنها مجبور بودند فرار این به روز رسانی همچنین یک نبرد تجاری با زمان محدود را که در فورت زانکودو برگزار می شود، و یک سلاح غوغا غیر کشنده جدید اضافه کرد: شوکر.
در 1 نوامبر، Rockstar در یک پست اجتماعی اعلام کرد که به‌روزرسانی‌ای که قرار است در ماه دسامبر منتشر شود، کسب‌وکار جدیدی را معرفی می‌کند که حول محور «عملیات نفوذ مخفی»، در کنار مأموریت‌های اضافی Dispatch Work، به‌روزرسانی‌های Job Creator و سایر ویژگی‌ها است. این پست همچنین قصد Rockstar را برای افزودن تمام محتوای انحصاری از نسخه‌های PlayStation 5 و Xbox Series X/S به ویندوز در سال 2025 نشان داد. این به روز رسانی، با عنوان عوامل خرابکاری، در 10 دسامبر منتشر شد، با محتوای اضافی، از جمله یک سلاح جدید و وسایل نقلیه، که در هفته های بعد منتشر می شود.

### 2025
در 4 مارس 2025، مصادف با به‌روزرسانی نسل بعدی نسخه ویندوز بازی، Rockstar یک به‌روزرسانی محتوای جزئی را منتشر کرد که آشیانه مک‌کنزی فیلد را به‌عنوان یک دارایی قابل خرید جدید، وسایل نقلیه و هواپیمای اضافی و مجموعه‌ای از مأموریت‌ها با عنوان Oscar Guzman Again معرفی کرد.